# 镰叶铁线莲
镰叶铁线莲（学名：Clematis subfalcata）为毛茛科铁线莲属下的一个种。

## 扩展阅读
- 維基物種上的相關：镰叶铁线莲